# Travois

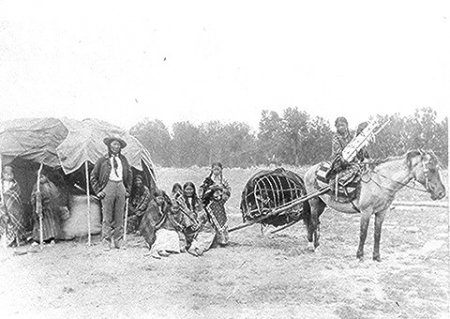
Família Cheyenne que utilitza un travois de cavall, 1890.

Un travois (del francès canadenc com els mots obsolets travoy i travoise) és una estructura amb forma de bastiment, feta amb uns pals encreuats, utilitzada històricament pels pobles indígenes, principalment els indis de les planures d'Amèrica del Nord, per a transportar càrregues arrossegant el cap dels pals per terra.

## Construcció i ús
La construcció bàsica consisteix en una plataforma o xarxa muntada en dos pals llargs, entrelligats formant un triangle isòsceles allargat; el marc era arrossegat amb l'extrem acabat en punta cap endavant. De vegades, la part central del marc estava estabilitzada amb un tercer pal lligat de través amb els dos pals principals.
El travois podia ser arrossegat a mà, de vegades equipat amb un arnès per a un arrossegament més pràctic, o arrossegat per gossos o cavalls (després de la introducció dels cavalls el segle xvi pels espanyols).
Un travois es pot carregar acumulant mercaderies damunt del marc nu, lligant-les directament, o primer estenent un drap o una peça de cuir sobre el marc per tal de mantenir millor la càrrega que es vol arrossegar.
Si bé es considera més primitiu que les formes de transport basades en rodes, en el tipus de territori on s'utilitzava el travois (sòls forestals, sòl suau, neu, etc.), en comptes de carreteres, les rodes haurien trobat dificultats que els hauria fet menys pràctiques. Com a tal, el travois va ser emprat pels coureurs des bois en el comerç de pells de Nova França amb les Tribus de les planures.
És possible que una persona transporti més pes en un travois que podria portar a l'esquena.

## Travois de gos
| « | El travois de gos bàsic consisteix en dos pals de pollancre o de "cottonwood" tallats i lligats junts en un extrem amb tendó de búfal; els altres caps es mantenien separats, amb unes barres transversals lligades entre els pals prop dels extrems, i el bastiment acabat sembla una lletra A gran amb barres transversals addicionals. L'àpex de la A, embolicada en pell de búfal per a evitar cremades per fricció, descansa sobre les espatlles d'un gos, mentre que els extrems acaben arrossegant-se per terra... Les dones de les primeres nacions construïen els travois i manejaven els gossos, de vegades usant trenes de joguina per a ensinistrar els cadells. La carn de bisó i la llenya eren les càrregues típiques dels travois. | » |

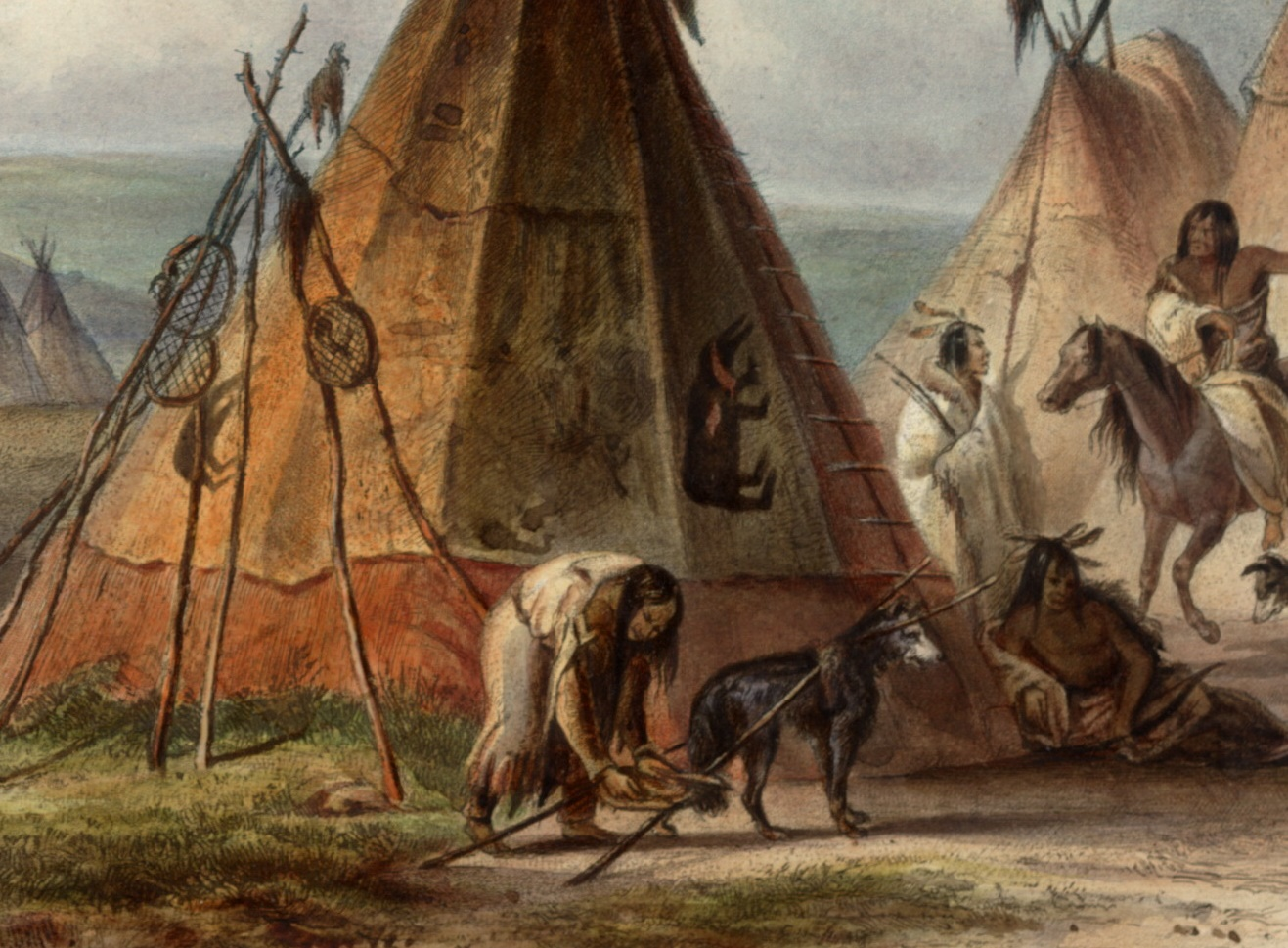
Travois de gos

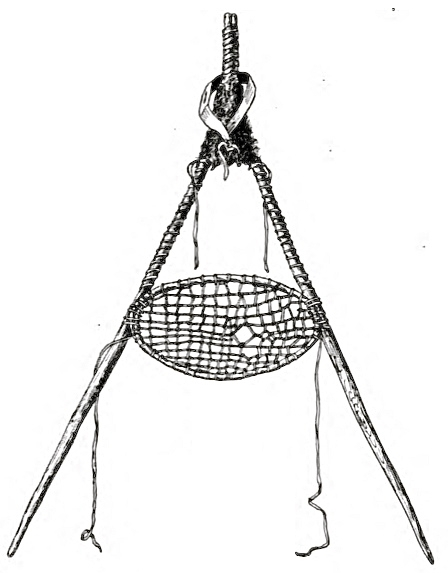
Disseny d'un travois utilitzat pels niitsitapi

"El travois de gos dels temps pre-europeus era petit, capaç d'arrossegar no gaire més de 20 a 30 kg"."" Viatjar amb travois de gos era més lent en estacions caloroses, puix que és més fatigant per als gossos. El travois de gos es pot veure a les pintures de Karl Bodmer.

## Travois de cavall
A mitjan segle xix, el travois de gos havia deixat el pas al travois de cavall. Quan els gossos van ser substituïts per cavalls, el seu més gran poder de tracció, va permetre que els tipis augmentessin de grandària i els béns d'ús domèstic es multipliquessin".
| « | Després que els cavalls van ser introduïts a Amèrica del Nord, moltes tribus índies van començar a fer travois de cavall més grossos. En comptes de fer trineus travois especialment construïts, simplement agafaven un parell de pals de tipí a l'esquena del cavall i hi adjuntaven una plataforma de càrrega entre els pals darrere del cavall. Això va servir per a dos propòsits alhora, puix que els cavalls podien portar al mateix temps els pals de tipí i algun bagatge addicional. Els cavalls, no cal dir, podien arrossegar un pes molt més important que els gossos. Sovint els nens pujaven a la part posterior del travois de cavall. | » |

Quan emprenien un viatge amb els travois, era tradició que els salish deixessin uns pals al campament que abandonaven "perquè la pròxima tribu o família els utilitzés per a acampar-hi".
Un travois de cavall es pot fer amb una estructura en forma de marc en A o amb una estructura en forma de marc en H.

## Pistes de Travois
El que avui es coneix com la Pista de Travois de Lewis i Clark, i el passatge de Lewis i Clark de Montana van ser àrees molt fressades on els travois "eren arrossegats pel camí, hi causaven pistes profundes i paral·leles marcades a terra", que encara són visibles avui dia. També es poden veure restes de pistes de travois en el lloc històric nacional de Knife River Indian Villages.